# 奥能登丘陵
奥能登丘陵（おくのときゅうりょう）は、能登半島北部の石川県輪島市、珠洲市、穴水町に跨る丘陵である。標高は300 - 400 mの定高性を持ち隆起準平原状である。丘陵の最高峰は高洲山の567 m。

## 地質
新第三紀中新世の岩石で構成されている。丘陵東南部では中新世前期のデイサイト質火砕、東北部では中新生後期の火山岩類がある。また、曽々木より東には粟倉凝灰岩層、曽々木海岸では岩倉山流紋岩が見られる。丘陵西部では主に中新世前期の安山岩質凝灰角礫岩などからなる。山頂部は勾配に乏しく、ピーク部分が平坦地になっている準平原状地形がよく見られる。

## 特徴
丘陵南部はリアス海岸の入江が広がり、北部は断崖や奇岩が多い。

### 植生
高洲山、宝立山の尾根沿いにブナ林が見られる。宝達丘陵のブナ林と違い低木層にユキツバキ、ヒトツバカエデがないなどの違いがあることから奥能登植物区と区分される
中部地方で一般に山地帯に生える植物の中で能登半島では丘陵帯まで降下して生えている植物として、ギョウジャニンニク、ヤマシャクヤク、ヒトリシズカ、アケボノソウ、オオイワカガミ、キンコウカ、ウメガサソウ、クガイソウなどがある。ギョウジャニンニクは猿山岬などに分布があり、若芽の収穫時期が3月ごろと東北・北海道産に比べて早く、商業上有利であることから栽培されている。
丘陵北部には高山植物のクルマユリが隔離分布し、2000年に石川県のレッドデータブックの絶滅危惧種I類に指定されたが、白山のクルマユリとは形質に相違点があったため、2010年に佐渡に自生するサドクルマユリとして絶滅危惧種I類に再選定された

### 哺乳類
丘陵内にはタヌキ、キツネ、イタチ、テン、アナグマ、ノウサギなどがいる。シカとイノシシは西院内町の古文書に猪鹿番小屋の記録が残るなど能登の害獣として知られたが、ニホンジカは1912年9月13日の輪島崎町観音山の記録を最後に、イノシシは明治末期に絶滅した。
ニホンザルは明治末期に絶滅したとされるが絶滅期は不明で鈴屋川の猿橋、猿淵、市ノ瀬川の猿谷、大沢川の鳥毛滝に群生していたと伝えられる。
ツキノワグマは能登では邑知潟平野以南が生息限界点で、奥能登丘陵には生息していなかったが、熊の大量出没年であった2013年5月31日に七尾市で熊が確認されたのを皮切りに1週間も立たないうちに奥能登まで進出してきた。

### 山
- 高洲山
- 宝立山
- 天笠山
- 舞谷御前山

### 峠
- 八太郎峠

### 源流の川
- 鳳至川
- 河原田川
- 太田川
- 舟橋川
- 紀の川
- 町野川

## 利用

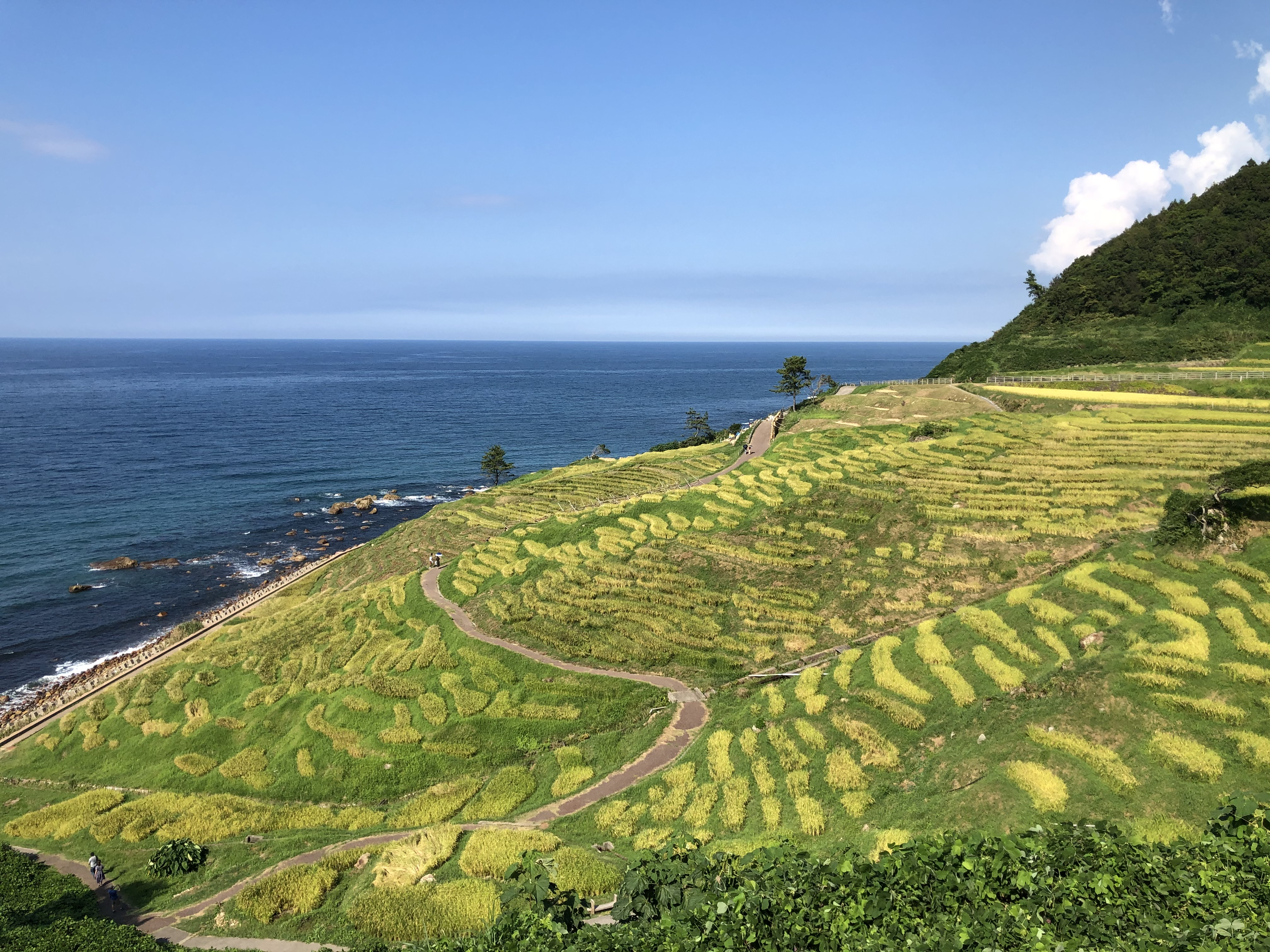
白米千枚田

穴水町東部にある台地はトヤン高原と呼ばれ、ハイキングコースやキャンプ地に利用され人気を集めた。
穴水町と輪島市の境界付近の丘陵部では、準平原状の平坦地を生かして能登空港が開港した。
丘陵一帯では地滑り地形がよく見られ、その斜面は棚田として利用されている。特に白米千枚田はその美しさから観光地となっている。